# Nechtan II dei Pitti
Nechtan, nipote di Uerb (VI secolo – VII secolo), è stato re dei Pitti dal 597 al 620 circa.
C'è chi pensa che questo Nechtan vada identificato con re Neithon di Alt Clut. Secondo la Cronaca dei Pitti, Nechtan regnò 20 o 21 anni, ma la sua morte non viene riportata in modo certo negli annali. Potrebbe essere il Nechtan figlio di Canu la cui morte viene collocata nel 621 dagli Annali dell'Ulster, anche se resta difficile identificarlo col Neithon figlio di Guipno figlio di re Dumnagual Hen di Alt Clut. Si è pensato di identificare il Canu o Cano di cui parlano gli Annali dell'Ulster col Canu Garb menzionato dal Senchus fer n-Alban. Ciò farebbe di Nechtan il nipote di Gartnait II, forse figlio di Áedán mac Gabráin di Dál Riata..